# Retrat del cardenal Lodovico Trevisano
El Retrat del cardenal Ludovico Trevisan (en italià: Ritratto del carddinale Ludovico Trevisan) és una pintura al tremp sobre taula (44,8 × 33,9 cm.) del pintor italià renaixentista Andrea Mantegna, que data de 1459 - 1460 i es troba en la Gemäldegalerie de Berlín.

## Història
La identificació del personatge de la pintura com el cardenal Ludovico Trevisan, està confirmada per diverses còpies de l'obra, com la que va pertànyer a la col·lecció Bromley Davenport, on s'incloïa el seu nom, els seus títols i el seu escut d'armes, així com una medalla atribuïda a Cristofor di Geremia, o inserit en una publicació l'any 1630 per JP Tommasini en Illustrium virorum elogia, on especifica que el retrat va pertànyer al paduà Francesco Leone.
El cardenal Trevisan, també conegut com a Scarampi Mezzarota, va assistir al concili de Màntua el 1459, i el retrat va ser encarregat a Mantegna, quan l'artista encara es trobava a Pàdua, just abans d'establir-se a Màntua.

## Descripció
El cardenal va ser retratat en un posat de tres quarts sobre fons fosc, amb forts efectes de clarobscur que recalquen el volum de la figura, pel que és una espècie de bust romà tractat com a pintura. La mirada seriosa i enfocada i el detall dels llavis comprimits i estrets emfasitzen a un home decidit. La cara es caracteritza per un primmirat estudi de la fisonomia, que registra l'edat avançada del personatge, per no parlar dels atributs de la seva condició social, indicats en les vestidures, minuciosament descrita als detalls dels plecs de la tela, i en la tonsura.